# Dzikowiec (gmina)
Dzikowiec (do końca 2001 gmina Stary Dzikowiec) – gmina wiejska w województwie podkarpackim, w powiecie kolbuszowskim. 
Siedziba gminy to Dzikowiec (do 30 grudnia 1999 pod nazwą Stary Dzikowiec).
Według danych z 30 czerwca 2005 gminę zamieszkiwało 6646 osób.

## Historia
W 1938 nadano nonorowego obywatelstwa gminy premierowi Felicjanowi Sławoj Składkowskiemu.
W latach 1975–1998 gmina położona była w województwie rzeszowskim.

## Struktura powierzchni
Według danych z roku 2002 gmina Dzikowiec ma obszar 121,66 km², w tym:
- użytki rolne: 54%
- użytki leśne: 39%

Gmina stanowi 15,72% powierzchni powiatu.

### Mapa Gminy z uwzględnieniem granic wsi i przysiółków

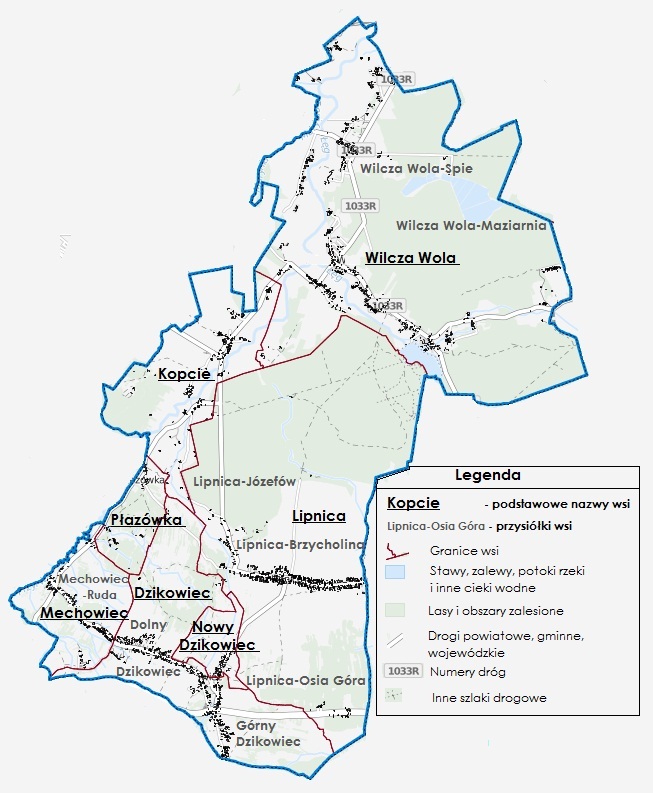
Mapa gminy Dzikowiec

## Demografia

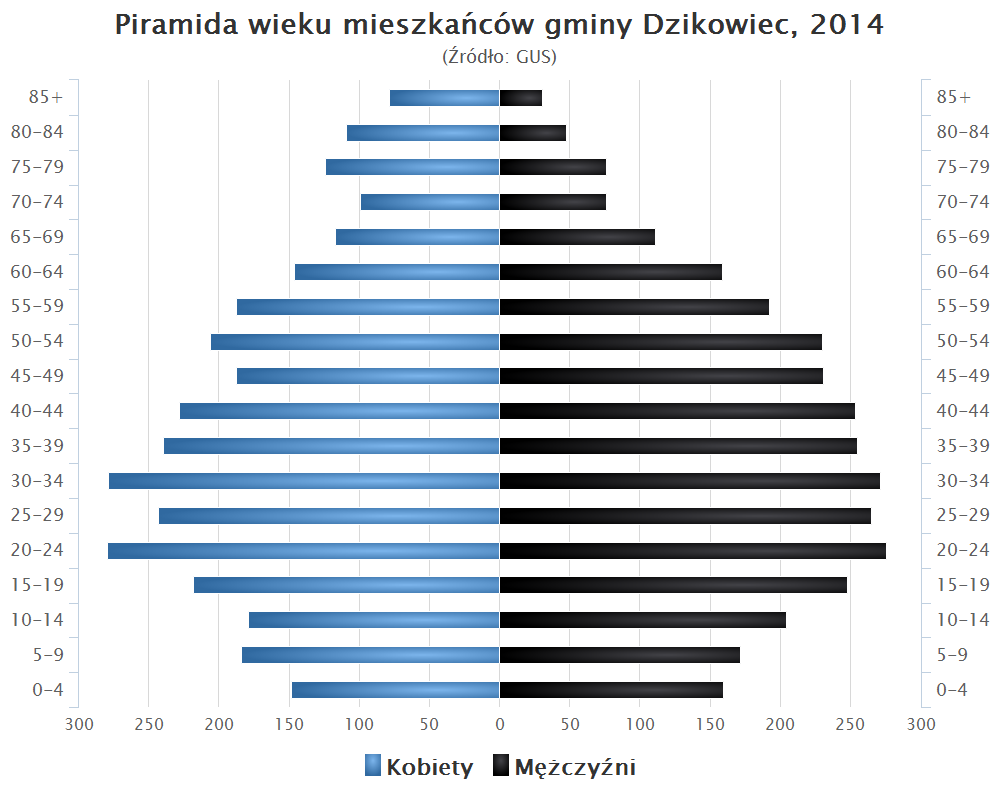
Piramida wieku mieszkańców gminy Dzikowiec w 2014 roku

Dane z 30 czerwca 2004:
| Opis                              | Ogółem | Ogółem | Kobiety | Kobiety | Mężczyźni | Mężczyźni |
| --------------------------------- | ------ | ------ | ------- | ------- | --------- | --------- |
| jednostka                         | osób   | %      | osób    | %       | osób      | %         |
| populacja                         | 6496   | 100    | 3172    | 48,8    | 3324      | 51,2      |
| gęstość zaludnienia (mieszk./km²) | 53,4   | 53,4   | 26,1    | 26,1    | 27,3      | 27,3      |

## Podział administracyjny gminy

### Sołectwa w gminie
Gmina Dzikowiec podzielona jest na 8 sołectw: Dzikowiec, Kopcie, Lipnica, Mechowiec, Nowy Dzikowiec, Płazówka, Spie, Wilcza Wola, z czego 7 sołectw utworzono w miejscowościach podstawowych, a jedno z nich - Spie utworzono na obszarze części wsi Wilcza Wola (Spie nie są odrębną miejscowością, jest to część wsi Wilcza Wola). 

### Sołectwa poza obszarem podstawowym wsi
Sołectwo Nowy Dzikowiec utworzone w 1999 roku, które obejmuje granice podstawowe wsi Nowy Dzikowiec. Do tegoż sołectwa przydzielono najbardziej wysunięty na południe przysiółek sąsiedniej wsi Lipnica-Osią Górę, która według Podziału Terytorialnego Kraju, ewidencji gruntów, ewidencji ludności niezmiennie wchodzi w skład wsi Lipnica. W tym przypadku granice sołectwa nie są równoznaczne z granicami wsi podstawowych. Nie można jednoznacznie oszacować powierzchni tegoż sołectwa, gdyż przysiółek Lipnicy, Osia Góra nie jest obszarem wyodrębnionym.

## Sąsiednie gminy
Bojanów, Cmolas, Jeżowe, Kolbuszowa, Majdan Królewski, Raniżów